# 第七代史賓沙伯爵阿爾伯特·史賓沙
阿爾伯特·史賓沙（英語：Albert Spencer，1892年5月23日—1975年6月9日），第七代史賓沙伯爵，英國已故威爾斯王妃黛安娜的祖父。

## 家庭
1919年，阿爾伯特與欣希雅·漢密爾頓結婚，兩人共有1子1女：
1. 安妮（1920年—2020年）
2. 約翰（1924年—1992年）